# Joseph Norbert Duquesnoy
 (juin 2025).
Pour les articles homonymes, voir Duquesnoy.
Joseph Norbert Duquesnoy est un homme politique français né le 15 février 1776 à Saint-Nicolas-sur-les-Fossés (Pas-de-Calais) et décédé le 30 mai 1848 à Arras (Pas-de-Calais).
Propriétaire à Villers-Châtel, il est député du Pas-de-Calais de 1827 à 1830, siégeant à l'extrême droite. Il démissionne pour ne pas prêter serment à la Monarchie de Juillet.

## Sources
- « Joseph Norbert Duquesnoy », dans Adolphe Robert et Gaston Cougny, Dictionnaire des parlementaires français, Edgar Bourloton, 1889-1891 [détail de l’édition]